# Сливница (община Вранска баня)
Вижте пояснителната страница за други значения на Сливница.
Сливница (на сръбски: Сливница или Slivnica) е село в Югоизточна Сърбия, Пчински окръг, Град Враня, община Вранска баня.

## География
Сливница се намира на 15 километра източно от общинския център Вранска баня, на юг от село Клисурица, на югоизток от село Липовац и на север от село Първонек. Край селото тече Сливнишката река, която е ляв приток на Корбевашката река.

## История
По време на Първата световна война селото е във военновременните граници на Царство България, като административно е част от Вранска околия на Врански окръг.

## Население
Според преброяването на населението от 2011 г. селото има 78 жители.

### Етнически състав
Данните за етническия състав на населението са от преброяването през 2002 г.
- сърби – 143 жители (100%)